# Военный крест Карла Эдуарда
Военный крест Карла Эдуарда (нем. Carl-Eduard-Kriegskreuz) — военная награда времен Первой мировой войны. Крест был учреждён 19 июля 1916 года герцогом Саксен-Кобург-Готским Карлом Эдуардом для награждения за исключительные военные заслуги и храбрость во время Первой мировой войны. К награждению могли быть представлены лица, уже удостоенные Железного креста 1-го класса и служившие в 6-м Тюрингенском пехотном полку.

## Описание
Крест изготавливался из серебра и имел форму мальтийского креста с наложенным на него зелёным эмалевым лавровым венком. В центре креста находится медальон с монограммой в виде букв C E (Carl Eduard), увенчанных герцогской короной. На оборотной стороне изображён герб герцогства Саксен-Кобург-Гота, окружённый надписью «FIDELITER ET CONSTANTER».
Крест носили на левой стороне груди.
Всего было вручено 99 крестов, из них 2 — с бриллиантами.